# Finland op de Olympische Winterspelen 1948
Tijdens de Olympische Winterspelen van 1948, die in Sankt Moritz (Zwitserland) werden gehouden, nam Finland voor de vijfde keer deel.

## Medailleoverzicht
| Sport              | Olympiër                                                    | Discipline            | Medaille |
| ------------------ | ----------------------------------------------------------- | --------------------- | -------- |
| Noordse combinatie | Heikki Hasu                                                 | mannen                | Goud     |
| Langlaufen         | Lauri Silvennoinen Teuvo Laukkanen Sauli Rytky August Kiuru | 4x10 km estafette (m) | Zilver   |
| Noordse combinatie | Martti Huhtala                                              | mannen                | Zilver   |
| Schaatsen          | Lassi Parkkinen                                             | 10.000 m (m)          | Zilver   |
| Langlaufen         | Benjam Vanninen                                             | 50 km (m)             | Brons    |
| Schaatsen          | Pentti Lammio                                               | 10.000 m (m)          | Brons    |

## Deelnemers en resultaten

### Alpineskiën
| Olympiër        | Discipline     | Resultaat | Prestatie                                                                        |
| --------------- | -------------- | --------- | -------------------------------------------------------------------------------- |
| Pentti Alonen   | afdaling (m)   | 39e       | 3.22,3 (+27,3)                                                                   |
| Pentti Alonen   | slalom (m)     | 32e       | 2.35,8 (+25,5) 1.18,1+1.17,7                                                     |
| Pentti Alonen   | combinatie (m) | 28e       | 26,38 punten (+23,11) afdaling: 15,22 p (3.22,3) slalom: 11,16 p (1.29,0+1.11,2) |
| Aimo Vartiainen | afdaling (m)   | 53e       | 3.36,4 (+41,4)                                                                   |
| Aimo Vartiainen | slalom (m)     | 21e       | 2.25,0 (+14,7) 1.14,0+1.11,0                                                     |
| Aimo Vartiainen | combinatie (m) | dq        | diskwalificatie afdaling: 3.36,4 slalom: diskwalificatie                         |

### Langlaufen
| Olympiër                                                    | Discipline        | Resultaat | Prestatie                                        |
| ----------------------------------------------------------- | ----------------- | --------- | ------------------------------------------------ |
| Heikki Hasu                                                 | 18 km (m)         | 4e        | 1:16.43 (+2.53)                                  |
| Sauli Rytky                                                 | 18 km (m)         | 6e        | 1:18.10 (+4.20)                                  |
| August Kiuru                                                | 18 km (m)         | 7e        | 1:18.25 (+4.35)                                  |
| Teuvo Laukkanen                                             | 18 km (m)         | 8e        | 1:18.51 (+5.01)                                  |
| Martti Huhtala                                              | 18 km (m)         | 10e       | 1:19.28 (+5.38)                                  |
| Eero Rautiola                                               | 18 km (m)         | 12e       | 1:20.18 (+6.28)                                  |
| Olavi Sihvonen                                              | 18 km (m)         | 23e       | 1:22.26 (+8.36)                                  |
| Pauli Salonen                                               | 18 km (m)         | 24e       | 1:22.28 (+8.38)                                  |
| Benjam Vanninen                                             | 50 km (m)         | Brons     | 3:57.38 (+9.50)                                  |
| Pekka Vanninen                                              | 50 km (m)         | 4e        | 3:57.58 (+10.10)                                 |
| Pekka Kuvaja                                                | 50 km (m)         | 7e        | 4:10.02 (+22.14)                                 |
| Martti Sipilä                                               | 50 km (m)         | dnf       | opgave                                           |
| Lauri Silvennoinen Teuvo Laukkanen Sauli Rytky August Kiuru | 4x10 km estafette | Zilver    | 2:41.06 (+53.18) (38.11 / 38.16 / 40.30 / 44.09) |

### Noordse combinatie
| Olympiër       | Discipline | Resultaat | Prestatie                                                              |
| -------------- | ---------- | --------- | ---------------------------------------------------------------------- |
| Heikki Hasu    | mannen     | Goud      | 448,80 punten 18 km: 240,00 (1:16.43) schans: 208,8 (57,0+61,5+64,0 m) |
| Martti Huhtala | mannen     | Zilver    | 433,65 punten 18 km: 224,15 (1:19.28) schans: 209,5 (62,0+61,0+61,5 m) |
| Olavi Sihvonen | mannen     | 5e        | 416,20 punten 18 km: 207,00 (1:22.26) schans: 209,2 (60,0+65,0+60,0 m) |
| Pauli Salonen  | mannen     | 7e        | 413,30 punten 18 km: 207,00 (1:22.28) schans: 206,3 (63,0+62,0+60,5 m) |

### Schaatsen
| Olympiër        | Discipline   | Resultaat | Prestatie       |
| --------------- | ------------ | --------- | --------------- |
| Kalevi Laitinen | 500 m (m)    | 17e       | 45,3 (+2,2)     |
| Kalevi Laitinen | 1500 m (m)   | 7e        | 2.20,3 (+2,7)   |
| Kalevi Laitinen | 5000 m (m)   | 15e       | 8.53,0 (+23,6)  |
| Kalevi Laitinen | 10.000 m (m) | dnf       | opgave          |
| Pentti Lammio   | 1500 m (m)   | 21e       | 2.23,9 (+6,3)   |
| Pentti Lammio   | 5000 m (m)   | 8e        | 8.40,7 (+11,3)  |
| Pentti Lammio   | 10.000 m (m) | Brons     | 17.42,7 (+16,4) |
| Keijo Lehdikkö  | 500 m (m)    | 13e       | 44,7 (+1,6)     |
| Antero Ojala    | 500 m (m)    | 14e       | 44,8 (+1,7)     |
| Antero Ojala    | 1500 m (m)   | 12e       | 2.21,4 (+3,8)   |
| Antero Ojala    | 5000 m (m)   | 26e       | 9.06,2 (+36,8)  |
| Lassi Parkkinen | 500 m (m)    | 16e       | 45,2 (+2,1)     |
| Lassi Parkkinen | 1500 m (m)   | 4e        | 2.19,6 (+2,0)   |
| Lassi Parkkinen | 5000 m (m)   | 9e        | 8.45,0 (+15,6)  |
| Lassi Parkkinen | 10.000 m (m) | Zilver    | 17.36,0 (+9,7)  |

### Schansspringen
| Olympiër          | Discipline | Resultaat | Prestatie                  |
| ----------------- | ---------- | --------- | -------------------------- |
| Matti Pietikäinen | mannen     | 4e        | 224,6 punten (69,5+69,0 m) |
| Leo Laakso        | mannen     | 6e        | 221,7 punten (66,0+69,5 m) |
| Aatto Pietikäinen | mannen     | 8e        | 215,4 punten (69,0+68,0 m) |
| Erkki Rajala      | mannen     | dnf       | opgave                     |

Argentinië · België · Bulgarije · Canada · Chili · Denemarken · Finland · Frankrijk · Griekenland · Groot-Brittannië · Hongarije · IJsland · Italië · Joegoslavië · Libanon · Liechtenstein · Nederland · Noorwegen · Oostenrijk · Polen · Roemenië · Spanje · Tsjecho-Slowakije · Turkije · Verenigde Staten · Zuid-Korea · Zweden · Zwitserland